# بناپارت در حال عبور از آلپ
بناپارت در حال عبور از آلپ (به انگلیسی: Bonaparte Crossing the Alps) یک نقاشی رنگ روغن است که در سال‌های ۱۸۴۸–۱۸۵۰ توسط هنرمند فرانسوی پل دلاروش کشیده شده است. این نقاشی، ناپلئون بناپارت را در حال هدایت ارتش خود از طریق کوه‌های آلپ با قاطر نشان می‌دهد؛ سفری که ناپلئون و ارتش سربازانش در بهار ۱۸۰۰ در تلاش برای غافلگیر کردن ارتش اتریش در ایتالیا انجام دادند. چندین نسخه از این نقاشی وجود دارد، از جمله در موزهٔ لوور-لنز و گالری هنری واکر در لیورپول. ملکه ویکتوریا نیز نسخهٔ کوچکی از آن را در اختیار داشت.